# Acanthognathus ocellatus

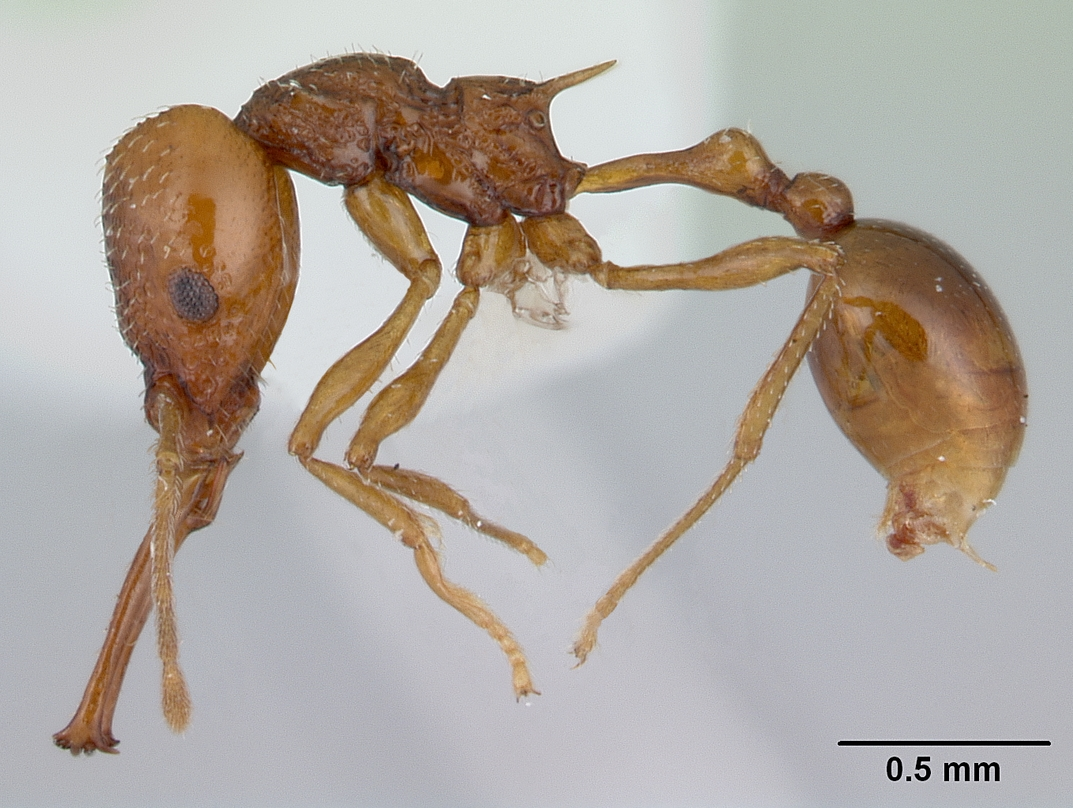

Acanthognathus ocellatus  (лат.) — вид муравьёв рода Acanthognathus из трибы Dacetini, встречающийся в тропиках Центральной (Коста-Рика, Панама) и Южной Америки (Бразилия). Жвалы узкие и длинные (примерно равны 75% длины головы). Имеют красноватую окраску и мощные развитые мандибулы, по размеру сравнимые с мандибулами муравьёв рода Odontomachus.
Эти хищные муравьи живут небольшими семьями, в которых всего несколько десятков муравьёв (не менее чем 30 взрослых особей). Длина рабочих около 4 мм. Усики самок и рабочих 11-члениковые, а самцов — 12-члениковые. Формула щупиков: 5,3 (нижнечелюстные + нижнегубные). Вид был впервые описан австрийским мирмекологом Густавом Майром (Gustav Mayr).